# Harmony Corruption
Harmony Corruption è il terzo album in studio del gruppo britannico Napalm Death. Venne pubblicato il 1º luglio 1990 dalla Earache Records.
Lo stile del disco vide un forte mutamento nel sound della band, con canzoni strutturate in maniera molto più vicina al death metal che non al grindcore. Questa variazione influenzò anche il resto della carriera dei Napalm Death, che tornarono a fare grindcore solamente una dozzina di anni dopo.

## Tracce
1. Vision Conquest – 2:42
2. If the Truth Be Known – 4:12
3. Inner Incineration – 2:57
4. Malicious Intent – 3:26
5. Unfit Earth – 5:03
6. Circle of Hypocrisy – 3:15
7. The Chains That Bind Us – 4:08
8. Mind Snare – 3:42
9. Extremity Retained – 2:01
10. Suffer the Children – 4:21

### Traccia bonus versione CD
1. Hiding Behind – 5:15

## Formazione
Gruppo
- Mark "Barney" Greenway - voce
- Shane Embury - basso
- Mitch Harris - chitarra
- Jesse Pintado - chitarra
- Mick Harris - batteria

Altri musicisti
- John Tardy (degli Obituary) - seconda voce in Unfit Earth
- Glen Benton (dei Deicide) - seconda voce in Unfit Earth